# Dracontioides
Dracontioides es un género con dos especie de plantas con flores de la familia Araceae. Es originario del este de Brasil.

## Taxonomía
El género fue descrito por Adolf Engler y publicado en Das Pflanzenreich IV. 23C (Heft 48): 36. 1911.  La especie tipo es: Dracontioides desciscens (Schott) Engl.

## Especies
- Dracontioides desciscens (Schott) Engl., Pflanzenr., IV, 23C: 37 (1911).
- Dracontioides salvianii E.G.Gonç., Aroideana 28: 28 (2005).